# Tom Kouchalakos
Tom Kouchalakos (Miami, 26 dicembre 1961) è un attore statunitense.

## Carriera
Noto come comparsa nel film Scuola di polizia 5 - Destinazione Miami del 1988, diretto da Alan Myerson. Lo si ricorda anche in Cocoon - Il ritorno dello stesso anno. Ma sebbene Kouchalakos fu allora un po' noto, su un piedipiatti e mezzo dove insieme ha Norman D. Golden II, interpretò il ruolo di un poliziotto imbranato, complice di un aspirante ragazzino, che ha come suo sogno quello di diventare detective.

## Filmografia

### Cinema
- Scuola di polizia 5 - Destinazione Miami, regia di Alan Myerson (1988)
- Un piedipiatti e mezzo (Cop and a half), regia di Henry Winkler (1993)